# Rikit Gaib (plaats)
Rikit Gaib is een bestuurslaag in het regentschap Gayo Lues van de provincie Atjeh, Indonesië. Rikit Gaib telt 664 inwoners (volkstelling 2010).